# 山崎甚五郎

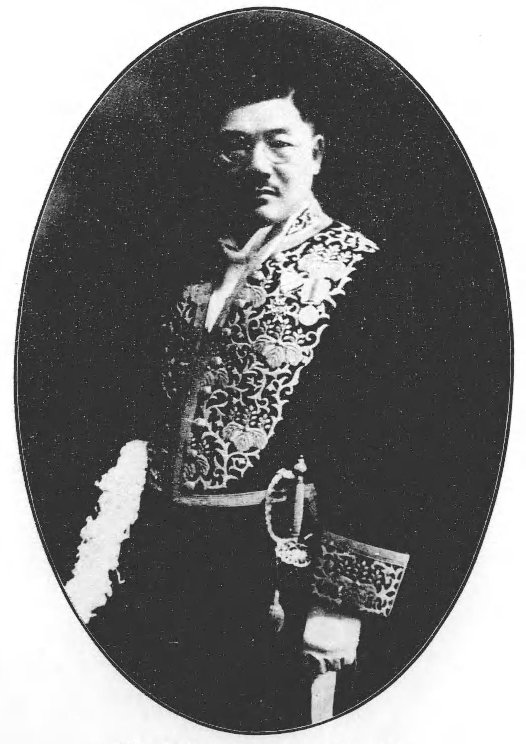
山崎甚五郎

山崎 甚五郎（やまざき じんごろう、1882年（明治15年）7月2日 - 1927年（昭和2年）6月19日）は日本の電気化学者、教育者。兵庫県多紀郡丸山村（現丹波篠山市）で誕生。苛性ソーダの電解法による製造方法を開発し大規模工業化への飛躍的な途を拓いた。粘土などからアルミナ（酸化アルミニウム）を製造する方法を発明した。山梨高等工業学校（現山梨大学工学部）の初代校長。

## 人物
日本で苛性ソーダの電解法による製造法を開発し、苛性ソーダ工業を飛躍的に発展させた。粘土や明礬石などの国産原料よりアルミニウムの元となるアルミナ（酸化アルミニウム）を製造する方法を発明した。山梨高等工業学校（現山梨大学工学部）の創設に携わり、初代校長として高等技術教育に力を注いだ。理学博士。勲四等瑞宝章を受章。従三位に叙位。山崎は活動的でオートバイ運転をはじめとして登山、弓道など多彩な趣味を持った。病気のため45歳で早世。

### 業績
- 日本で大規模な工業化が困難とされた苛性ソーダの製造法をビリタ－・ライカム式電解槽によって開発・確立した。山崎の研究の成功が日本のソーダ工業界を刺激し、電解法による苛性ソーダ製造が著しく増加した。日本のソーダ工業の勃興と飛躍的な発展に大きく寄与した。
- 世界に類例のない粘土や明礬石を原料とし、アルミナ（酸化アルミニウム）の製造方法を発明した。日本で入手困難なボーキサイトを代替してアルミナを製造。これにより輸入地金に頼らずアルミニウムを製造する道を切り拓いた。アルミニウムの製造法およびその原料に関する世界的な調査や研究にも従事して、国産原料による工業化や国防上の要請に応え多大な貢献をした。
- 山梨高等工業学校（現山梨大学工学部）の創設に携わり、初代校長として教育方針を定め開校を果した。高等技術教育の経験と見識を踏まえて工業技術を授け徳育の涵養に努めるとともに、社会に出ても研鑽向上し発展する人間形成を目指すなど工業技術教育の一新生面を拓いた。

### 顕彰・栄典
- 1918年（大正7年）、勲四等瑞宝章を受章。
- 1927年（昭和2年）、従三位に叙位。

### 系譜・家族
兵庫県多紀郡丸山村（現丹波篠山市）で斉藤家（丸山村村長）の子として誕生。製鋼技術者であった山崎久太郎の娘婿となる。子には山崎升（東京工業大学名誉教授）らがいる。山崎家の伝承によると祖先は大和国（現奈良県）山崎の出身。7世紀半ば天智天皇（中大兄皇子）の頃、郡司を命ぜられ一族は遠江国（現静岡県）佐野郡家代村（後に分村により弓削村、現掛川市遊家）へ移動。以降山崎家代々が寛政4年（1792年）に至るまで隣の上垂木村（現掛川市上垂木）の雨櫻天王社（現雨櫻神社）の神職を継いだ。義父山崎久太郎の祖父邦久は棚倉藩藩主小笠原長昌に仕えていたが文政元年（1818年）藩主の転封に従い唐津に移動。久太郎の父庄蔵は肥前国（現佐賀県）唐津藩藩士。

## 年譜
- 1882年（明治15年）：7月、兵庫県多紀郡丸山村（後の畑村を経て篠山町丸山、現丹波篠山市）の村長斉藤家の五男として誕生。
- 1899年（明治33年）：3月、私立尋常中学鳳鳴義塾（後の兵庫県立鳳鳴中学校、現兵庫県立篠山鳳鳴高等学校）を卒業。在学中寄宿舎の生徒取締を務めた。風貌はバンカラで質実剛健、体躯も大きく立派だったため、皆から一目置かれる存在であった。
- 1903年（明治36年）：7月、京都の第三高等学校（旧制）を卒業。
- 1906年（明治39年）：7月、京都帝国大学（現京都大学）理工科大学を卒業。物理化学研究のため同大学大学院へ進学。理学部化学科大幸勇吉研究室に在籍。
- 1907年（明治40年）：6月、大阪の住友鋳鋼場支配人をしていた山崎久太郎の娘隆（タカ）と結婚。久太郎の娘婿となり、山崎甚五郎に改姓。妻隆との間には4人の息子と2人の娘をもうけた。
- 1907年（明治40年）：9月、京都帝国大学理工科大学の理学部化学科講師に任命。
- 1907年（明治40年）：10月、文部省から電気化学研究を目的に、ドイツ、イギリス、アメリカへの留学を命じられた。
- 1908年（明治41年）：9月、ザクセン王国ドレスデン国立工科大学で物理化学および電気化学教室において勉学と研究に従事した。この間、電気化学の大家で世界的に著名なF. フェルスター (von Fritz Förster/Foerster) 教授の下で研鑽した。留学期間中に研究成果である臭化アルカリならびに錫および塩化第二錫の電気化学的関係についての2論文をまとめた。フェルスター教授と共に、ブンゼン応用物理化学会の電気化学会雑誌『Zeitschrift für Elektrochemie und angewandte physikalische Chemie』第16号および第17号に各論文を発表した。
- 1910年（明治43年）：11月、ドイツ留学終了に際しドレスデン国立工科大学より学修証明書と賞状を授与。この後、ジアスターゼ（後にタカジアスターゼとして商品化）を発明した高峰譲吉と苛性ソーダの工業化について深く論じた。高峰から、電気化学専門家の立場から是非とも日本の苛性ソーダ問題を解決するよう強く勧められた。また軽金属として重要性を増していたアルミニウムの日本における製造問題の解決策についても真剣に話し合った。
- 1911年（明治44年）：3月、前年10月創立された米沢高等工業学校（現山形大学工学部）教授の辞令交付。4月に留学満了し帰国後に着任。7月、応用化学科長に任命。
- 1911年（明治44年）：10月、農商務省工業試験所（後の東京工業試験所で東京深川区越中島、現江東区に所在）における電気化学試験に関する事項を嘱託された。
- 1914年（大正3年）：4月、東京大正博覧会の審査官を嘱託された。
- 1914年（大正3年）：7月、研究の分野に極めて関心の高かった山崎は苛性ソーダに着目し、高等工業学校が夏休みの時期を利用して工業試験所嘱託の立場で苛性ソーダ電解法の確立研究に着手。米沢高等工業高校出身の技手林十吉とともにビリター・ライカム (Billiter-Leykam) 式隔膜法の研究から始めた。この年は短期間での試験であったため完成に至らなかった。
- 1915年（大正4年）：3月、大正3年度工業試験所報告第9回をもって錫の電気化学的反応並びに塩化第二錫の電解還元法に関する報告を行った。この研究は東京化学会誌第35号に発表され、ドイツ留学時の研究諸課題の総仕上を果たした。
- 1915年（大正4年）：7月、前年に引き続き、工業試験所で高等工業学校の夏休み期間に限定した試験を開始。今回は改良を重ねて鐘式と隔膜式とを混用したビリター・ライカム式を採用し着々と成果を上げた。電槽の容量も漸次拡大して工業化の下準備に至るまで研究を進めた。
- 1916年（大正5年）：2月、山崎は苛性ソーダの電解製造法を確立し、ビリター・ライカム式隔膜法電解の研究成果を工業化学会で講演発表した。成果発表後、山崎の元に大蔵省印刷局から呼び出しがあった。パルプ生産に苛性ソーダを多量に使用しているが自製するため来て欲しいとの申し入れであった。東京電化工業所（後の旭電化工業株式会社）を擁する古河家筋からも苛性ソーダの工業化を一緒にやろうとの誘いを受けた。
- 1916年（大正5年）：3月、大正4年度工業試験所報告第10回をもって苛性ソーダのビリター・ライカム式電解製造法を報告した。工業化学雑誌第19編第217号で発表された。山崎が確立した苛性ソーダ電解製造法の話は注目を集め、瞬く間に電気化学工業界に広がった。山崎の研究の成功は工業界を刺激し、アメリカやドイツより特許を取得して電解工業を開始するものも漸次増加した。これまで日本は旧来のルブラン法で年間4,000から5,000㌧の苛性ソーダ製造がやっとで純度も低く大半を輸入に頼っていたが、電解製造法導入により程なくして年間25,000㌧もの苛性ソーダを産出し、晒粉がことごとく電解塩素によって製造されるに至った。
- 1916年（大正5年）：4月、山崎甚五郎は義父山崎久太郎に、これまで大規模な工業化が困難とされた苛性ソーダの作製に工業試験所で成功したことを報告。苛性ソーダの工業化について相談した。話を聞いた久太郎は先ず理化学研究所研究員である親戚の鈴木梅太郎（ビタミンB1の発見者）に出来た苛性ソーダの見本を見せて相談し、品質に間違いないのものであることを確かめた。久太郎が次に知人の日本興業銀行総裁志立鉄次郎に相談したところ実業家の福沢桃介（福沢諭吉の娘婿）を紹介された。山崎久太郎はすぐさま福沢桃介から事業化に向けて理解と基本的な合意を得た。その上で桃介の長子福沢駒吉と事業化試験の実施や共同事業などの具体的な話を進めた。
- 1916年（大正5年）：5月、福沢駒吉が父福沢桃介の意向を受けて資金提供することになり、山崎甚五郎の技術指導の下に東海曹達工業所を建設した。東海曹達工業所は山崎甚五郎が研究したビリター・ライカム式電解槽による苛性ソーダの工業化試験を目的として設置された。名古屋市中区にある名古屋電燈株式会社の南武平町変電所に隣接した敷地（約150坪）が用意され、事業化試験設備が設置された。
- 1916年（大正5年）：6月、山崎甚五郎は米沢高等工業学校教授から農商務省工業試験所技師に転任。工業試験所第5部勤務を命ぜられた。工業試験所では電解ソーダについて鐘式や水銀法も研究しともに良好な結果を得た。水銀法による塩化アルカリの水溶液電解についても研究を進めた。純塩化ナトリウムや関東州塩等の飽和水溶液を使用して電解反応に及ぼす影響を確かめた。
- 1916年（大正5年）：8月、山崎甚五郎の指導を受けた東海曹達工業所は稼働開始した。200アンペアの電解槽22槽で試験生産が行われた。日本の電力王といわれた福沢桃介は1910年（明治43年）名古屋電燈株式会社（その後の東邦電力）を買収して取締役に就任。木曽川の大井発電所や読書発電所など水力発電による電源開発に次々と取り組んだ。豊富な電力の使途として、新たに電気鉄道、紡績事業、電気製鋼・電気化学などを事業の柱とした。電気を原料とする化学肥料、カーバイド、苛性ソーダ工業などの電気化学工業は、電力の需要変動の調整用として重要な需要先として注目された。
- 1916年（大正5年）：12月、東海曹達工業所における苛性ソーダの事業化実証を踏まえて事業計画が策定され、福沢桃介や岩崎久弥らの出資により東海曹達株式会社（後に昭和曹達株式会社を経て東亜合成化学工業株式会社）が設立された。資本金は100万円。取締役社長には福沢駒吉、常務取締役に義父山崎久太郎、支配人に久留島通彦が就任。
- 1917年（大正6年）：7月、政府は第一次世界大戦の進展に伴い工業所有権戦時法を公布。敵国人の新規特許出願停止、残存特許の取り消し（接収）および専用免許処分を決めた。ビリター・ライカム法は敵国人であるオーストリアの特許であった。この特許は取り消されたが、特許利用者は日本政府に100分の1（後に1000分の1に減額）の専用免許使用料を支払う義務が生じた。敵産特許の接収は、誰でも専用免許料を支払えば敵産特許が利用可能となり日本の電解法曹達工業の勃興に広く役立った。
- 1917年（大正6年）：12月、東海曹達株式会社は名古屋市南区西築地の敷地（6,692坪）に大規模な電解工場を完成した。山崎甚五郎の製造技術に基づくビリター・ライカム式電解槽による電気分解法によって苛性ソーダや晒粉を製造した。ビリター・ライカム式電解槽による苛性ソーダの工業化は、東海曹達株式会社に加えて旭電化工業株式会社、東洋化学工業株式会社などで相次いで実施された。この頃、日本は第一次世界大戦による好景気に沸き、各社は順調に業績を伸ばした。
- 1918年（大正7年）：3月、勲四等瑞宝章を受章。理学博士の学位授与。5月、農商務省東京工業試験所第5部長に就任した。後に東京工業試験所第3代所長となった小寺房治郎の後任。この年、大阪工業試験所の設立に伴い工業試験所は東京工業試験所と改称された。
- 1918年（大正7年）：7月、東京工業試験所報告第13回第3号をもって完成した水銀法電解ソーダ製造法を報告した。9月、第5部山崎部長の下に技手古川甚六（後に東洋特殊電線塗料株式会社取締役）が粘土からアルミナを製造する研究に加わった。
- 1919年（大正8年）：2月、東京工業試験所第5部山崎部長の下に助手石田與之助（後に山梨高等工業高校教員を経て地質調査所科学部技術課長）が電解法による水酸化ナトリウムの製造と粘土からアルミナを製造する研究に加わった。
- 1919年（大正8年）：9月、東京帝国大学農学部講師（兼任）を命ぜられた。農芸化学科の学生に電気化学の知識を教授した。この年、東京工業試験所は隅田川河口の低湿地にある越中島から地盤の安定した幡ヶ谷（後の東京都渋谷区幡ヶ谷本町）への早期移転を決定し移転準備が開始された。
- 1920年（大正9年）：山崎は年初より、ボーキサイトに代わる粘土および明礬石などの国産原料よりアルミナ（酸化アルミニウム）を製造する研究を本格的に開始した。山崎は10年前ドイツ留学の帰途ニューヨークで高峰譲吉から話を聞き、日本におけるアルミニウム製造の重要性について啓発された。その後高峰は念願のアルミニウム精錬と必要な大量の電力供給実現のため、大規模な黒部川開発という構想を打ち立てた。高峰はジアスターゼの商品化（タカジアスターゼ）で三共株式会社（現第一三共株式会社）社長となり、三共の塩原又策とともにアメリカのアルコア社の技術と黒部川の水力発電利用によるアルミニウム精錬の企業化に挑戦した。高峰は先ず事業会社として東洋アルミナム株式会社を1919年（大正8年）12月に設立し、1921年（大正10年）には子会社の黒部鉄道を設立した。会社設立後、外資の事業認可遅れや高峰の死去などによりアルミニウム精錬事業は準備半ばにして具体化は見送られたが、黒部川電源開発は日本電力の手に移って進められた。
- 1920年（大正9年）：7月、山崎は農商務省よりヨーロッパ諸国（ドイツ、フランス、イギリス）とアメリカにおけるアルミニウム製造に関する調査を命じられた。アルミニウム製造の各種原料、電力および電極に関する調査ならびにアルミニウム製造法の研究、同製造に関する経済上の調査等が目的であった。欧米に6ヵ月間長期出張し、1921年（大正10年）帰国。日本ではアルミナの良質な原料となるボーキサイトは入手困難で、それ以外の国産原料活用によるアルミナの抽出が喫緊の課題であった。日本はアルミニウム地金の国際カルテル形成や第一次世界大戦中の地金調達問題、その後の需要増大などに直面した。政府内では民需のみならず軍需品の原料となるアルミニウム地金製造の重要性についての認識が高まった。明治期以来、日本のアルミニウム工業は輸入地金による圧延加工業が主体。アルミニウム自体の精錬・製造技術は極めて低かった。
- 1920年（大正9年）：8月、陸軍省よりヨーロッパとアメリカにおけるアルミニウムの製造および原料に関する調査研究の嘱託を受けた。東京砲兵工廠より軽合金に関する研究の嘱託を受けた。日本のアルミニウム加工品生産は軍需が最初で、1894年（明治27年）の大阪砲兵工廠における地金輸入による軍用品生産から始まった。
- 1921年（大正10年）：東京工業試験所が東京府豊多摩郡代々幡町（後の渋谷区幡ヶ谷本町、現渋谷区本町）に先ず木造工場を完成し、深川区（現江東区）越中島から移転を開始。山崎は移転後も粘土および明礬石などの国産原料からアルミナ（酸化アルミニウム）を製造する研究に取り組んだ。
- 1922年（大正11年）：東京工業試験所の鉄筋コンクリート造の本館が竣工。山崎は木造工場から本館の研究所建屋に研究拠点を移し引き続きアルミナ製造研究に努力した。その結果山崎は、粘土および明礬石からアンモニア明礬を経てアルミナ（酸化アルミニウム）を製造する方法を発明した。粘土を800℃、明礬石を550℃に焙焼し、それぞれ硫酸に溶解した後、鉄塩を還元し、しかる後アンモニウム明礬として精製析出。濾過乾燥後アンモニアガスと反応させ、水で硫酸アンモニア、カリを抽出して水酸化アルミニウムを生成する方法（硫安法）である。続いて亜硫酸処理による生成方法（亜硫酸法）も開発した。この研究には山崎の他に技手古川甚六、助手石田與之助らが従事した。この時生成したものは化学式 Al2O3 ・ 2H2O で、バイヤー法によってボーキサイトから得たものとほとんど同様の性状であった。試製したアルミナと電解したアルミニウムは、外国標準品に比べアルミナは普通品、アルミニウムは2号級に相当することを確かめた。次に山崎は開発したアルミナ製造法による試験生産を工業的規模で行いたいと考え、政府資金による試験製造設備の予算を申請した。
- 1922年（大正11年）：3月、東京上野で開催された平和記念東京博覧会において、東京工業試験所の第5部長山崎甚五郎の研究成果（亜硫酸法）が展示された。粘土を原料とするアルミニウム精錬法の生成物が化学工業館に出展された。この時展示されたアルミニウム生成方法は、先ず粘土（硅酸アルミナ）を亜硫酸に溶しシリカを分離しこの溶解物を沸騰すると亜硫酸ガスを発生し酸化アルミニウム（アルミナ）が沈澱。出来た酸化アルミニウム（アルミナ）を氷晶石を熔融剤として電気分解する。この電解により酸素とアルミニウムが分離し、アルミニウムが生成されるという順序である。
- 1922年（大正11年）：4月、工業化学会（後に日本化学会と合併）副会長に就任。
- 1923年（大正12年）：山崎の政府への予算申請が認められた。東京工業試験所内に中規模試験工場が新設され、アルミナ（酸化アルミニウム）製造設備が設置された。試験工場においては1925年（大正14年）初めまでに約1㌧もの大量のアルミナを粘土より製造することができた。折しも日本軽銀製造株式会社は軍需工業研究奨励金90,000円の交付を受け、電解工場（長野県大町）でアルミナからアルミニウム製造の電解試験を開始した。電解工場では、工場長の藤森龍磨や技師林明が実行者となった。東京工業試験所で試製されたアルミナは日本軽銀製造株式会社の試験工場で電解してアルミニウムが試製された。更にこれよりジュラルミンの試製も行われ相当の成績を得た。
- 1924年（大正13年）：4月、山崎は山梨高等工業学校創設委員に任命（兼務）された。東京工業試験所勤務の傍ら、山梨高等工業学校の設立準備にも関与し始めた。山梨高等工業学校は、新規増設されることになった高等工業学校6校（東京高等工芸、浜松、徳島、長岡、福井および山梨）の中の一つである。前年山梨は第18番目の高等工業学校として文部大臣より設置許可が下り、富士山や南アルプス、御坂山地などの眺望に恵まれた高台に校舎建設が開始された。
- 1924年（大正13年）：10月、山崎は山梨高等工業学校の初代校長に任命され、10数年間研究生活の拠点となっていた東京工業試験所を去ることとなった。翌年（1925年）4月の開校を目指して教職員の採用、教育理念や教育方針の樹立、校章の制定などに奔走した。
- 1925年（大正14年）：1月、東京工業試験所を離れた山崎ではあったが工業試験所嘱託として、農商務省藤沢技師の視察に同行し日本軽銀製造株式会社電解工場（長野県大町）を訪れた。アルミナ製造の研究に加わっていた東京工業試験所の田中弘（後に昭和電工株式会社技師長）とともに、アルミナ電解からアルミニウム製造に至る試製状況を視察確認した。
- 1925年（大正14年）：3月、山崎は山梨高等工業学校の校長に就任。校章については教育理念表象のシンボルとしての重要性を認識しその制定に高い関心を持った。校舎前方に大きく展開する霊峰富士を象形化し、高い目標に向かって努力し試練に打ち勝った者が戴く月桂冠をあしらった構図の校章作成を東京高等工芸学校図案調整部に依頼し、校旗などの作製を第1回入学式に間に合わせた。
- 1925年（大正14年）：4月、山崎は山梨高等工業学校（現山梨大学工学部）の入学式で初代校長として訓示。初の新入生や教職員、来賓などを前にして自らの教育理念と教育方針を述べた。学生の人格陶冶第一としたことは勿論のこと、数学、物理学、化学などの基礎学科に重きを置いて専門学科に対する理解力と応用力を授けることと同時に、世界の大勢に鑑み独英の外国語を課した。知育の外に徳育の涵養も重視し、以て社会に出てからも自ら研鑽して向上発展の途を開拓していく余力を持つ人間を養成することを目指すと力説した。
- 1926年（大正15年）：2月、山崎が開発した粘土からアンモニア明礬を経てアルミナ（酸化アルミニウム）生成に至る製造法（亜硫酸法）の研究成果は、東京工業試験所報告第21回第1号をもって報告された。工業化学雑誌第29編第4冊で発表された。その後東京工業試験所のアルミナ生成研究は、国産明礬石を原料として経済的にアルミニウムを製造する研究に引き継がれた。
- 1926年（大正15年）：6月、商工大臣片岡直温主唱の下に三井、三菱、古河、住友、藤田および大成化学の6社代表が招致されアルミニウム工業促進協議会が開催された。同協議会では、有力なアルミナ製造法として東京工業試験所の硫安法、亜硫酸法、酸性亜硫酸石灰法および大成化学の燐酸礬土処理法が挙げられた。
- 1927年（昭和2年）：6月19日、病気により早世。45歳。従三位に叙位。この年の春頃、ガンを発病したため入転院を繰り返し手術を行った。山梨高等工業学校の学友会誌（1928年（昭和3年）2月号）には志半ばで世を去った山崎甚五郎を偲ぶ言葉が多数寄せられた。山崎は交誼のあった人たちの等しく認めたように、資性勤勉にして温厚責任感強く、思料周到緻密、説くところ理路整然として、しかも人に接するに位置に差違なく、懇切謙譲、部下を愛し信頼すること厚く誠に人の師表たる人格者であった。

## その他著作・論文等
- 論文『Über die Elektrolyse der Alkalibromide und die Verzögerungserscheinungen der Anodischen Abscheidung der Halogene』 共著者：F. Foerster, J. Yamasaki、掲載誌『Zeitschrift für Elektrochemie und angewandte physikalische Chemie』第16巻第10号、1910年5月刊
- 論文『Beiträge zur Kenntnis des elektrochemischen Verhaltens des Zinns』 共著者：F. Foerster, J. Yamasaki、掲載誌『Zeitschrift für Elektrochemie und angewandte physikalische Chemie』第17巻第9号、1911年5月刊